# جورج سنيل
جورج ديفيز سنيل (بالإنجليزية: George Davis Snell)‏ ـ (19 ديسمبر 1903 - 6 يونيو 1996) هو عالم وراثة ومناعة أمريكي حائز على جائزة نوبل في الطب عام 1980 مشاركةً مع باروج بيناسيراف وجان دوسيه.

## حياته
ولد جورج سنيل في برادفورد بولاية ماساتشوستس، وكان الأصغر بين ثلاثة أطفال لأب من مواليد ولاية مينيسوتا كان يعمل أمينًا (سكرتيرًا) لأحد فروع جمعية الشبان المسيحية المحلية. تلقى جورج سنيل تعليمه الأساسي في بروكلاين (بالإنجليزية: Brookline)‏ بولاية ماساتشوستس، ثم التحق بكلية دارتموث في هانوفر بولاية نيوهامشير، حيث ظل على شغفه بالرياضيات والعلوم، وركز اهتمامه على علم الوراثة. وقد حصل سنيل على درجة البكالوريوس من كلية دارتموث سنة 1926.

## التكريم والجوائز
- 1935ـ1968: عضو في هيئة علماء مختبر جاكسون
- 1952: انتخابه عضوًا بالأكاديمية الأمريكية للفنون والعلوم
- 1955: ميدالية هيكتون من الجمعية الطبية الأمريكية
- 1962: جائزة غريفن من مجلس رعاية الحيوان
- 1962: جائزة مؤسسة بيرتنر
- 1967: ميدالية غريغور مندل من الأكاديمية التشيكوسلوفاكية للعلوم
- 1968ـ1996: عالم شرفي بمختبر جاكسون
- 1970: انتخابه عضوًا بالأكاديمية الوطنية للعلوم
- 1976: جائزة مؤسسة غيردنر
- 1978: جائزة المعهد الوطني للسرطان
- 1978: انتخابه عضوًا شرفيًا بالجمعية البريطانية لنقل الأعضاء
- 1978: جائزة فولف في الطب
- 1979: انتخابه عضوًا أجنبيًا بالأكاديمية الفرنسية للعلوم
- 1980: جائزة نوبل في الطب
- 1982: انتخابه عضوًا بالجمعية الفلسفية الأمريكية
- 1983: انتخابه عضوًا شرفيًا بالجمعية البريطانية لعلم المناعة

## روابط خارجية
- جورج سنيل على موقع الموسوعة البريطانية (الإنجليزية)
- جورج سنيل على موقع مونزينجر (الألمانية)
- جورج سنيل على موقع إن إن دي بي (الإنجليزية)